# Kočo Racin
Kočo Racin (mak.: Кочо Рацин), rođen kao Kosta Solev Apostolov (mak.: Koста Солев Апостолов) (Veles, 22. prosinca 1908. - Lopušnik, kod makedonskog grada Kičeva, 13. lipnja 1943.), bio je makedonski pjesnik, smatra se utemeljiteljem moderne makedonske književnosti.

## Životopis
Prvo literarno djelo koje je Racin napisao bili su “Sinovi gladi“, a djelo je objavljeno 1928. godine u zagrebačkom listu "Kritika". Racin objavljuje 1932. godine u Skoplju zbirku pjesama pod nazivom "1932." U isto vrijeme, Racin objavljuje i druge pjesme, priče i članke s različitom tematikom. U člancima s povijesnom tematikom, sve više istupa kao zaštitnik makedonske nacionalne stvari. Jedina samostalna zbirka pjesama "Beli mugri" ("Bijele zore") objavljena je u Zagrebu 1939. godine. Zbirka "Beli mugri", tiskana ilegalno u Samoboru i sadrži 23 pjesme koje su znatno utjecale na makedonsko pjesništvo, utemeljila je makedonski poetski modernizam.